# The Mistress of Hacienda del Cerro
The Mistress of Hacienda del Cerro è un cortometraggio del 1911, diretto da George Melford.
Il film è l'esordio cinematografico per Knute Rahm, attore caratterista di origine svedese.

## Trama
Nella vecchia California, una coppia di giovani americani chiede ospitalità nell'hacienda di Esteban Hernandez perché la donna è malata. Dolores Hernandez, la giovane figlia di Esteban, viene presa da passione per Richard, l'americano. Ma costui la respinge. Lei, allora, chiede all'indiano Gray Bear di rapirne la moglie per eliminare l'ostacolo che la donna rappresenta ai suoi occhi. Ma Gray Bear, innamorato follemente di Dolores, rapisce invece lei, deciso a farne la sua squaw. Richard organizza una squadra per salvare Dolores, ma quando la ritrovano, la ragazza muore.

## Produzione
Il film fu prodotto dalla Kalem Company e interpretato da Carlyle Blackwell, Alice Joyce e William H. West.

## Distribuzione
Il film - un cortometraggio in una bobina - uscì nelle sale il 9 ottobre 1911 distribuito dalla General Film Company.